# 1449
1449 (MCDXLIX) fue un año común comenzado en miércoles del calendario juliano.

## Acontecimientos
- 6 de enero - Ascensión al trono del Imperio bizantino de Constantino XI.
- Carlos VIII de Suecia es coronado rey de Noruega en Trondheim, en oposición a Cristián I de Dinamarca.

## Nacimientos
- 1 de enero: Lorenzo de Medici, banquero y político italiano, mecenas durante el Renacimiento.
- 21 de octubre - Jorge de Clarence, noble inglés.

## Fallecimientos
- 27 de octubre - Ulugh Beg, regente durante el imperio de Tamerlán y también astrónomo, matemático y sultán